# Borboropsis yakunoana
Borboropsis yakunoana är en tvåvingeart som beskrevs av Mitsuhiro Sasakawa 2004. Borboropsis yakunoana ingår i släktet Borboropsis och familjen myllflugor. Inga underarter finns listade i Catalogue of Life.